# Indolernaea macronii
Indolernaea macronii is een eenoogkreeftjessoort uit de familie van de Lernaeidae. De wetenschappelijke naam van de soort is voor het eerst geldig gepubliceerd in 1991 door Manohar, Venkateshappa & Sheenappa.